# Pēteris Plakidis
Pēteris Plakidis, né le 4 mars 1947 à Riga (République socialiste soviétique de Lettonie)
et mort le 8 août 2017 à Liepāja (Lettonie), est un pianiste et compositeur letton. 

## Biographie
Pēteris Plakidis étudie à l'école de musique Emil Darzin. En 1970, il sort diplômé du Conservatoire de Lettonie (classe de composition de Jānis Ivanovs et Valentin Outkine). En 1975, il y termine ses études supérieures et commence à enseigner à son alma mater où, en 1991, il devient professeur de composition. Il se produit en tant que pianiste et chef d'orchestre. De 1969 à 1974, il est directeur musical du Théâtre National de Lettonie. Il a écrit de la musique pour le cinéma et le théâtre. Il met en musique les poèmes d'Imants Ziedonis, Laimonis Kamara, Māris Čaklais et crée de nouveaux arrangements de chansons folkloriques.

### Vie privée
Pēteris Plakidis fut marié avec la chanteuse d’opéra Maija Krīgena.

## Discographie
- Un CD Music for String Orchestra, Toccata Classics (2007)

## Distinctions
- Prix Jānis Ivanovs 1987.